# Titi (ca sĩ)
Titi, còn được biết đến với tên thật là Ndeye Fatou, là một ca sĩ đến từ Sénégal. Tên Titi của cô xuất phát từ một biệt danh được người chú đặt cho cô khi còn nhỏ. Cô bắt đầu sự nghiệp với vai trò là một vũ công nhưng được truyền cảm hứng từ Youssou N'Dour và chuyển sang làm ca sĩ. Là một vũ công, cô đã biểu diễn cùng Papa Ndiaye Thiou và cũng xuất hiện trong các video âm nhạc của các ngôi sao người Senen như El Hadji Faye và Pape Djiby Ba.
Cô bắt đầu hát với Fatamba Kuyetah (một người Guinea sống ở Sénégal), và chuyển sang làm việc với nhiều nghệ sĩ khác.
Cô đã sống 3 năm ở Guinea, nơi cô gặp Youssou N'Dour, người đã thuyết phục cô trở về Dakar và làm việc với anh ta.
Sự nổi tiếng của cô ấy vượt ra ngoài Sếégal và cô ấy rất nổi tiếng ở Gambia.